# Postil·la de la Haia

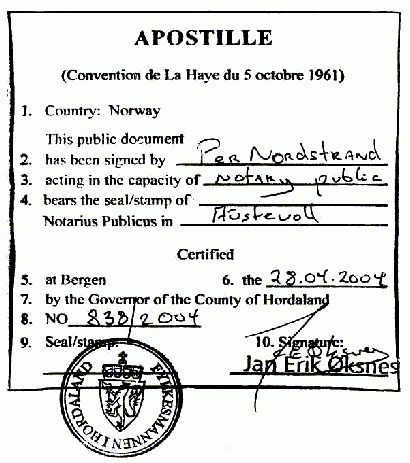
Una postil·la emesa per les autoritats de Noruega.

La postil·la de la Haia és un mètode simplificat de legalització de documents oficials acordat entre els països signataris del Conveni de la Postil·la de la Haia, del 5 d'octubre del 1961 (i els posteriors afegits), reunits a la Haia. Qualsevol document d'Estat emès per un país ha de tenir validesa al país receptiu i per aquest motiu es va decidir de crear el conveni, que permet la simplificació del procés de validació d'aitals documents. Només funciona entre els països que l'han ratificat.

## Concepte de postil·la

### Conferència de la Haia
La Conferència de la Haia de Dret Internacional Privat (COHADIP o HCCH) és una organització internacional amb seu a la ciutat de la Haia (Països Baixos) i que té per objectiu cercar l'homologació de les normes de dret privat en l'àmbit internacional. Fou creada el 1893 a la Haia. De llavors ençà, l'organisme ha elaborat una trentena de convencions internacionals, la majoria de les quals corresponents a conflictes de legislació, com ara en el camp alimentari, d'accidents de trànsit o règims matrimonials i successoris.

### Postil·la
La postil·la concretament certifica la veracitat de la signatura, la qualitat en què actua el signatari i si s'escau la identitat del segell o timbre que apareixen al document emès per l'Estat membre emissor. El tràmit de postil·la suprimeix el requisit de legalització consular. Significa nota o anotació.

### Documentació passible de ser postil·lada
Segons l'article primer de la Convenció conclòs el 5 d'octubre del 1961, els documents que han de ser postil·lats són:
- els documents que emanin d'una autoritat o d'un funcionari procedent de l'Estat, incloses les provinents del ministeri públic o d'un secretari judicial
- els documents administratius
- les actes notarials
- les declaracions oficials

Queden exclosos:
- documents elaborats per agents diplomàtics o consulars
- documents administratius amb vinculació directa amb una operació comercial o duanera

## Tràmits per país

### Andorra
A Andorra les autoritats competents per postil·lar són el ministre d'Afers Exteriors, el director d'Afers Multilaterals i Cooperació, el coordinador d'Afers Bilaterals i Consulars, el cap de l'Àrea d'Afers Generals i Jurídics. La sol·licitud de la postil·la es presenta al Servei de Tràmits del Govern d'Andorra mitjançant una sol·licitud particular.

### Brasil
Al Brasil les autoritats competents per postil·lar són la Corregedoria General de Justícia i els Jutges Directors del fòrum.